# Francuzi
Francuzi (fr. Français) – naród romański zamieszkujący głównie Francję (ok. 64 mln), Wielką Brytanię (ok. 100 tys.), Katalonię (ok. 4 tys.) oraz nieliczni w Belgii, Andorze, Luksemburgu, Monako i Szwajcarii. Poza tym Francuzi żyją głównie w swoich byłych koloniach w Afryce oraz we własnych terytoriach zamorskich w Oceanii i na innych kontynentach. Około 10 milionów osób francuskiego pochodzenia mieszka w Stanach Zjednoczonych, a 5 milionów w Kanadzie. Ich ojczystym językiem jest francuski. Większość Francuzów to katolicy (chrystianizacja w II – IV wieku). Dzisiaj wielu potomków byłych imigrantów uważa się za część narodu francuskiego, są to przeważnie osoby pochodzenia afrykańskiego i arabskiego. Pozostają oni obywatelami państwa francuskiego.
Współcześnie przynależność do narodu francuskiego utożsamia się właśnie z obywatelstwem. Faktycznie w prawie francuskim nie ma pojęcia obywatelstwa odrębnego od narodowości (jest tylko narodowość, nationalité, która może być podwójna). Wszelkie oficjalne statystyki dotyczące pochodzenia, rasy i religii obywateli są w tym kraju zabronione, gdyż w imię haseł rewolucji wszyscy Francuzi są równi.
W etnogenezie Francuzów najważniejszą rolę odgrywają zromanizowani Galowie (tzw. Galorzymianie) oraz germańscy Frankowie, którzy zasymilowali się z ludnością romańską. Wielu Francuzów zachowało poczucie regionalnej tożsamości (np. Akwitańczycy, Alzatczycy, Andegaweńczycy, Bretończycy, Burgundczycy, Gaskończycy, Korsykanie, Lotaryńczycy, Normandczycy, Orleańczycy, Owerniacy, Paryżanie, Pikardyjczycy, Prowansalczycy, Sabaudczycy, Szampańczycy, Tureńczycy, Wandejczycy itd.).